# Yasemin (Film)
Yasemin ist ein mehrfach ausgezeichneter deutscher Spielfilm aus dem Jahr 1988 von Hark Bohm mit Ayşe Romey und Uwe Bohm in den Hauptrollen. Er gilt als moderner Klassiker des Kinder- und Jugendfilms.

## Entstehung
Dem Schreiben und Inszenieren des Films gingen umfangreiche Recherchen des Filmemachers Bohm voraus. Er sprach mit türkischen Familien in Deutschland, nahm an ihren Festen teil und studierte ausführlich den Konflikt dieser „Gratwanderer zwischen zwei Kulturen“ (Lüdecke), um sie im Film möglichst differenziert zeichnen zu können.

## Inhalt
Der Film macht deutlich, dass dort, wo so unterschiedliche Kulturkreise wie der deutsche und der türkische aufeinanderstoßen, selbst perfekte Sprachkenntnisse zwecklos sein können, solange die Bemühung um gegenseitiges interkulturelles Verstehen ausbleibt. Erzählt wird die Liebesgeschichte zwischen der 17-jährigen Yasemin, Tochter eines türkischen Immigranten in Deutschland, und Jan, einem ein lockeres Leben pflegenden 20-jährigen Studenten aus Hamburg-Altona. Im Leben der Gymnasiastin hatte ihre nationale Herkunft zuvor nie eine besondere Rolle gespielt. Durch die naive, aber bald ernst werdende Beziehung zwischen der fleißigen Schülerin und dem Studenten muss sie, als diese ihrer Familie nicht verborgen bleibt, ihre türkische Herkunft erstmals in für sie unerfreulicher Weise zur Kenntnis nehmen. Besonders Yasemins Vater, ein hart arbeitender Gemüsehändler, kann die Beziehungen der Liebenden nicht mit seinen seinerzeit miteingewanderten Normvorstellungen vereinbaren: Bald plant er, seine in Deutschland geborene und aufgewachsene Tochter in die Türkei zu schaffen, um die Beziehung mit dem Deutschen endgültig zu unterbinden. Yasemin und Jan reagieren im letzten Moment mit Flucht. Die emotional sehr eindrucksvolle Schlussszene des Films lässt ihr weiteres Schicksal offen.

## Kritik
- film-dienst: Der Film berührt wesentliche Probleme der Verständigung zwischen türkischen Kindern, die in Deutschland aufgewachsen sind, und ihren Eltern. Er ist im Stil einer spannenden, gelegentlich anrührenden Kinogeschichte erzählt und regt zur Diskussion an.
- epd Film 5/1988: … eine frisch und genußvoll erzählte Geschichte, in der die Ausländer mal nicht in ihrer Rolle als „Randgruppe“ auftreten müssen.
- Filmportal.de: In Hark Bohms interkultureller Liebesgeschichte "Yasemin" wimmelt es nur so von deutschen Gutmenschen, die bemüht sind, respektvoll und tolerant mit den traditionellen Werten der Türken umzugehen…[1]

## Unterrichtsmodelle zum Film
Der Film wurde ab den 90er Jahren häufig im deutschen Schulunterricht verwendet, um Diskussionen zwischen Schülern ab 12 Jahren in Bezug auf den Cultureclash insbesondere zwischen deutscher und türkischer Kultur anzuregen. Bekannte Unterrichtsmodelle sind:
- Ulrich Ehlers: Yasemin. Ein Film für Zwölfjährige. In: Teenie-Kino. Filmarbeit zwischen Kindheit und Jugend. Frankfurt a. M., Bundesverband Jugend und Film [Hrsg.], 1993, S. 143–148
- Klassiker des Kinder- und Jugendfilms: Unterrichtsmodell zu Yasemin, Praxis Deutsch 175, 2002

## Preise und Auszeichnungen
Yasemin erhielt mehrere Auszeichnungen und Nominierungen.
- Bayerischer Filmpreis (1989)
  - Darstellernachwuchspreis Uwe Bohm
  - Darstellernachwuchspreis Ayşe Romey
- Berlin International Film Festival (1988)
  - Nomination Goldener Bär Hark Bohm
- Deutscher Filmpreis (1989)
  - Filmband in Gold für
    - Film
    - Ayşe Romey (Beste Nachwuchsdarstellerin)
- Gilde-Filmpreis in Silber 1990

Yasemin war zur Oscarverleihung 1989 der deutsche Vorschlag in der Kategorie Bester fremdsprachiger Film, schaffte es jedoch nicht unter die fünf nominierten Filme.